# 남강고등학교 축구부
남강고등학교 축구부(Namkang High School Football Club)는 대한민국 서울특별시에 있는 축구단이다. 남강고등학교가 운영하는 U-18 축구단이며, 1973년에 창단되었다. 전경택 감독을 중심으로 이건철 코치와 함께 3-4-3전술을 사용하여 발전중이다 

## 시즌별 성적
| 시즌 | 대회                                  | 참가 | 경기 | 승 | 무 | 패 | 득 | 실 | 차  | 승점 | 순위 |
| ---- | ------------------------------------- | ---- | ---- | -- | -- | -- | -- | -- | --- | ---- | ---- |
| 1989 | 춘계 전국고등학교축구대회             | 40   |      |    |    |    |    |    |     |      |      |
| 2025 | 제26회 백운기 전국 고등학교 축구 대회 | 42   | 2    | 0  | 0  | 2  | 0  | 16 | -16 | 0    | 예선 |
|      |                                       |      |      |    |    |    |    |    |     |      |      |

## 참고 문헌
- “KFA 통합경기정보 시스템”. 대한축구협회.
- 2024 서울축구협회장배 남강고 H/L
- 2024 서울축구협회장배 김지환 골키퍼 H/L
- 2025 경인리그 1 남강고 vs 인천남고 H/L

## 같이 보기
- 남강고등학교